# Санду, Майя
Ма́йя Григо́рьевна Са́нду (рум. Maia Sandu; род. 24 мая 1972, с. Рисипены, Фалештский район, Молдавская ССР, СССР) — молдавский политический и государственный деятель. Президент Республики Молдова с 24 декабря 2020 года; первая женщина-президент со дня обретения независимости Республикой Молдова.
Министр просвещения Республики Молдова с 24 июля 2012 по 30 июля 2015 года. Депутат парламента Республики Молдова с 9 декабря 2014 по 20 февраля 2015 и с 9 марта по 26 июля 2019 года. Премьер-министр Республики Молдова с 8 июня по 12 ноября 2019 года (и. о. 12—14 ноября 2019 года).

## Биография
Родилась 24 мая 1972 года в селе Рисипены Фалештского района Молдавской ССР, в семье ветеринара Григория и учительницы Эмилии Санду.
В 1989—1994 годах училась на факультете менеджмента Академии экономического образования Молдовы. С 1995 по 1998 год изучала международные отношения в магистратуре Академии государственного управления при Президенте Республики Молдова. В 2010 году окончила магистратуру Гарвардского института государственного управления имени Джона Ф. Кеннеди в Кембридже в США.
Владеет румынским, русским, английским и испанским языками. Имеет двойное гражданство — Республики Молдова и Румынии.
Не замужем, детей нет. Проживает в Кишинёве в двухкомнатной квартире, площадью 74 м². Также владела автомобилем Toyota RAV4 2007 года выпуска, который она продала в 2023 году за €8 тыс..

## Профессиональная деятельность
С 1 июля 1994 года Санду занимала должность главного специалиста Отдела сотрудничества с Европейским союзом и странами Черноморского бассейна Департамента внешнеэкономических отношений Министерства экономики Республики Молдова, а в июне 1996 года стала консультантом в Главном Управлении по сотрудничеству с международными экономическими организациями.
В 1997—1998 годах являлась исполняющей обязанности заместителя главного управления по сотрудничеству с международными экономическими организациями.
В 1998—1999 годах — консультант, а в 1999—2005 годах — экономист в представительстве Всемирного банка в Кишинёве.
В 2005—2006 годах работала в Министерстве экономики Республики Молдова в качестве директора Главного управления макроэкономической политики и программ развития, в марте—сентябре 2007 года являлась координатором программ в рамках Программы ООН по развитию в Республике Молдова, а в 2007—2009 годах занимала должность консультанта по реформе центрального публичного управления.
В 2010—2012 годах была советником исполнительного директора Всемирного банка в Вашингтоне, округ Колумбия, США.

## Министр образования
24 июля 2012 года Санду была назначена министром образования Республики Молдова. В качестве министра начала внедрение целого ряда реформ, в частности изменился регламент проведения национальных экзаменов. Была усилена система контроля процесса сдачи экзамена, во многих центрах установлены металлоискатели на входах в центры сдачи экзамена на степень бакалавра, все аудитории были оснащены камерами видеонаблюдения. В то же время все экзаменационные работы учащихся, которые были замечены в списывании, аннулировались, а сами они лишались права пересдачи экзаменов в дополнительную сессию. Подобные изменения вызвали неоднозначную оценку в обществе, некоторые граждане и политические деятели считали, что такой контроль оказывает сильное психологическое давление на учащихся, сдающих экзамены.
В конце 2014 года на всеобщее обсуждение был вынесен проект нового Кодекса об образовании. Согласно этому проекту, образование может стать обязательным до 18-летнего возраста, а директора школ смогут оставаться в должности только два срока подряд, английский язык может стать обязательным в учебных планах, а русский язык будет изучаться в школах факультативно (по выбору). Помимо этого предлагалась новая европейская буквенная система оценок в высших учебных заведениях. Проект Кодекса об образовании предусматривал создание новых структур для аттестации и обеспечения качества образования на различных этапах, а именно создание Национальной школьной инспекции и Национального агентства по обеспечению качества профессионального образования, в системе высшего образования — Совет стратегического и институционального развития, а на уровне среднего образования — Административный совет учебного заведения.
После отставки правительства Кирилла Габурича Либерал-демократическая партия Молдовы выдвинула Санду кандидатом в премьер-министры. В то же время её кандидатура не нашла поддержки других партий, сформировавших правящий «Альянс за европейскую интеграцию 3». 30 июля 2015 года, после утверждения нового правительства во главе с Валерием Стрельцом, Санду была вынуждена покинуть должность министра, поскольку, по соглашению о формировании правящего альянса, эта должность предназначалась Либеральной партии.

## Политическая деятельность до 2019 года
7 сентября 2014 года в ходе митинга, организованного Либерал-демократической партией Молдовы, Санду объявила о присоединении к партии. Однако в мае 2015 года в интервью одному из телеканалов она заявила, что «является „частью“ партии, но официально, на бумаге, не является членом ЛДПМ».
В конце 2015 года Санду объявила о создании собственного проевропейского политического движения «Сделай /шаг/ с Майей Санду», позднее преобразованного в партию «Действие и солидарность». На учредительном съезде партии 16 мая 2016 года Санду была единогласно избрана её председателем.
Осенью 2016 года была выдвинута кандидатом от партии «Действие и солидарность» на президентских выборах, проходивших 30 октября 2016 года. С кандидатом от партии Платформа «Достоинство и правда» Андреем Нэстасе была достигнута договорённость о выдвижении единого кандидата, которого определят опросы общественного мнения Международного республиканского института и Фонда Конрада Аденауэра. 15 октября было официально объявлено о том, что Санду стала единым кандидатом от правоцентристских оппозиционных сил (партия «Действие и солидарность», Платформа «Достоинство и правда» и ЛДПМ) на выборах президента, а Андрей Нэстасе снимает свою кандидатуру с выборов в её пользу.
В первом туре президентских выборов 30 октября 2016 года, при явке 50,95 %, Санду набрала 38,71 % голосов, заняв второе место, уступив Игорю Додону с 47,98 % голосов и, таким образом, перешла во второй тур.
Во втором туре президентских выборов 13 ноября 2016 года при явке 53,45 %, Санду набрала 47,89 % голосов, заняв второе место, уступила Додону, набравшему 52,11 %.

## Премьер-министр Республики Молдова
8 июня 2019 года была избрана 13-м премьер-министром Республики Молдова. Однако на следующий день Конституционный суд Республики Молдова отменил это решение и вернул Павла Филипа на пост исполняющего обязанности премьер-министра страны.
После очередного отстранения президента Додона (по представлению Демократической партии Молдовы, из-за нежелания распустить парламент) и передачи его полномочий Конституционным судом Республики Молдова Павлу Филипу, тот 9 июня своим первым указом распустил парламент. При этом парламент и новое правительство отказалось выполнять это решение. В стране разразился политический кризис.
8 июня Европейский союз опубликовал заявление, призывающее к спокойствию и выражающее готовность работать с демократически избранным правительством, не указав, о каком именно правительстве идёт речь; Франция, Германия, Польша, Швеция и Великобритания заявили о своей поддержке нового правительства Санду и призвали к сдержанности. Кризис разрешился восстановлением статус-кво: Конституционный суд Республики Молдова отменил своё решение и правительство Санду приступило к работе.
12 ноября 2019 года парламент вынес вотум недоверия правительству Санду, за это решение проголосовало 52 депутата из 101. Причиной для вынесения вотума стала инициатива кабинета министров по изменению законодательства, определяющего процедуру избрания Генерального прокурора Республики Молдова.
14 ноября новым премьер-министром был избран Ион Кику; в состав его правительства из правительства Санду был назначен только Павел Войку, сменивший пост министра обороны на пост министра внутренних дел.

## Президентская кампания (2020)
В июле 2020 года партия «Действие и солидарность» (PAS) выдвинула кандидатуру Санду на должность президента. Такое решение приняли в PAS на Национальном совете партии 18 июля.
30 сентября, после успешной проверки подписных листов, Центральная избирательная комиссия (ЦИК) зарегистрировала Майю Санду кандидатом на президентских выборах.
Презентация кандидата партии «Действие и солидарность» Санду состоялась 2 октября на открытой площадке у кишинёвского DigitalPark. Политик заявила о существующих в стране проблемах и назвала себя «хорошим человеком», призвав избирателей максимально мобилизоваться на выборах главы государства.
Выступление политика было раскритиковано некоторыми местными журналистами, которые подчеркнули, что Санду не в состоянии предложить избирателям планы по выходу страны из затянувшегося социально-экономического кризиса.
В первом туре, прошедшем 1 ноября, не набрала необходимых для победы 50 % + 1 голос избирателей (заняла первое место с 36,16 % голосов, действующий глава государства Игорь Додон занял второе место с 32,61 % голосов). Во втором туре, прошедшем 15 ноября, одержала победу над Додоном. Так, согласно данным ЦИК, после обработки всех протоколов Санду победила на выборах с результатом 57,7 % голосов, против 42,2 % у Додона, что сделало её первой женщиной-президентом со дня обретения независимости Республикой Молдова. Существенный разрыв между кандидатами возник после подсчёта голосов на участках для голосования за рубежом, внутри страны разрыв между кандидатами составил около 3 % в пользу Санду.

## Президентство
В последние недели президентского срока предшественник Санду на посту президента, Игорь Додон подписал закон «О функционировании языков на территории Республики Молдова», возвращающий русскому языку статус официального языка межнационального общения, и гарантирующий право обращаться в органы власти, госучреждения, предприятия и организации на государственном или русском языке, обязывающий по запросу граждан предоставлять перевод документов на русский язык и другое (утверждён Парламентом 13 января 2021 года, признан неконституционным Конституционным судом Республики Молдова 21 января 2021 года).
3 декабря был принят закон, вводящий поправки в кодекс аудиовизуальных услуг и отменяющий запрет на трансляцию на территории Молдовы новостных и аналитических программ, выходящих на российских государственных каналах, введённый в 2017 году при поддержке правящей на тот момент Демократической партии Молдовы.
Также в Парламенте было инициировано принятие закона, по которому из подчинения президента выводилась Служба информации и безопасности Республики Молдова (СИБ) с переподчинением её парламенту (7 декабря Конституционный суд Республики Молдова приостановил действие данного закона, а 27 апреля 2021 года признал его неконституционным).
Также были приняты и два из трёх так называемых «гагаузских» законов: первый проект закона вводит в систему административно-территориального деления Республики Молдова наряду с первым (населённые пункты) и вторым уровнями (районы и муниципии) особый уровень управления для АТО Гагаузия, а также даёт право гагаузским властям менять границы населённых пунктов и районов внутри автономии; второй проект закона вводит в закон о местном публичном управлении специальный статус для органов управления автономией; третий проект закона, запрещающий пересмотр специального статуса АТО Гагаузия без одобрения изменений Народным Собранием Гагаузии автономии, был исключён из повестки дня парламента по причине нехватки голосов для его принятия.
В результате данных действий между Додоном и Санду началась «политическая война» за контроль над парламентом.
6 декабря 2020 года в центре Кишинёва был организован митинг в поддержку Санду, направленный против правительства и президента Додона. Митингующие выдвигали требования об отставке парламента и правительства, проведении досрочных парламентских выборов, отмене принятых и готовящихся к принятию законов и указов (закон о русском языке, телевидении, Службе информации и безопасности, об отмене продажи американскому посольству территории бывшего Республиканского стадиона для строительства нового здания дипмиссии США в стране, и других). Выступая на митинге, произнесла речь, в которой выразила недовольство текущей социально-политической обстановкой в стране:

Дорогие сограждане, коррупция — это смертельная угроза для нас всех. Страна задыхается. Все те, кто зарабатывает на гражданах Молдовы, объединились. Мы хотим, чтобы Молдова уверенно шагнула в будущее, стала сильным государством, в котором воры получают по заслугам, а люди живут в мире и согласии.

24 декабря 2020 года приняла присягу президента Республики Молдова на церемонии инаугурации во Дворце Республики в Кишинёве. В инаугурационной речи, произнесённой на румынском языке, а также частично на языках национальных меньшинств (русском, украинском, гагаузском и болгарском), выступила за проведение в стране досрочных парламентских выборов без формирования временного правительства, вывод российских миротворцев из Приднестровья, за формирование равновесной политики с ЕС и Россией:

«Дорогие граждане! Я буду бороться против тех, кто нас обкрадывает и доводит до нищеты. Я буду действовать в интересах всех граждан, чтобы повысить уровень жизни и вселить уверенность в завтрашнем дне. Я буду решать проблемы граждан, уважать вашу культуру, язык и традиции».

За день до инаугурации, 23 декабря, правительство Иона Кику ушло в отставку и стало исполнять обязанности до формирования нового кабинета министров. 31 декабря 2020 года Санду назначила исполняющим обязанности премьер-министра Аурелия Чокоя действующего министра иностранных дел и европейской интеграции в предыдущем правительстве Иона Кику. Вместе с Кику кабмин покинули вице-премьер-министр, министр финансов Сергей Пушкуца, министр экономики и инфраструктуры Анатолий Усатый и министр здравоохранения, труда и социальной защиты Виорика Думбрэвяну, добровольно отказавшиеся, как и Кику, исполнять свои обязанности до формирования нового кабинета министров.
В 2020 и 2021 годах значительное влияние на социально-экономическую ситуацию в Молдове, как и во всём остальном мире, оказала пандемия COVID-19. К моменту вступления в должность президента число заболевших в стране было 139 435, а число умерших 2848. В марте 2021 года в стране началась вакцинация населения препаратом производства «AstraZeneca», полученным в качестве гуманитарной помощи от Румынии и в рамках программы «COVAX». В апреле 2021 Российская Федерация поставила Республике Молдова 140 тысяч доз вакцины «Спутник V».

### Внешняя политика
Является сторонником евроинтеграции Республики Молдова, вступления страны в ЕС, возобновления сотрудничества с Международным валютным фондом (МВФ) и сближения с США.
29 декабря 2020 года в Кишинёве принимала президента Румынии Клауса Йоханниса. По итогам встречи заявила, что «Республика будет интегрироваться в европейское пространство с помощью Румынии». Президент Румынии заявил, что Бухарест готов выделить Кишинёву грант в размере 100 миллионов евро для борьбы с экономическим кризисом и проведения реформ.

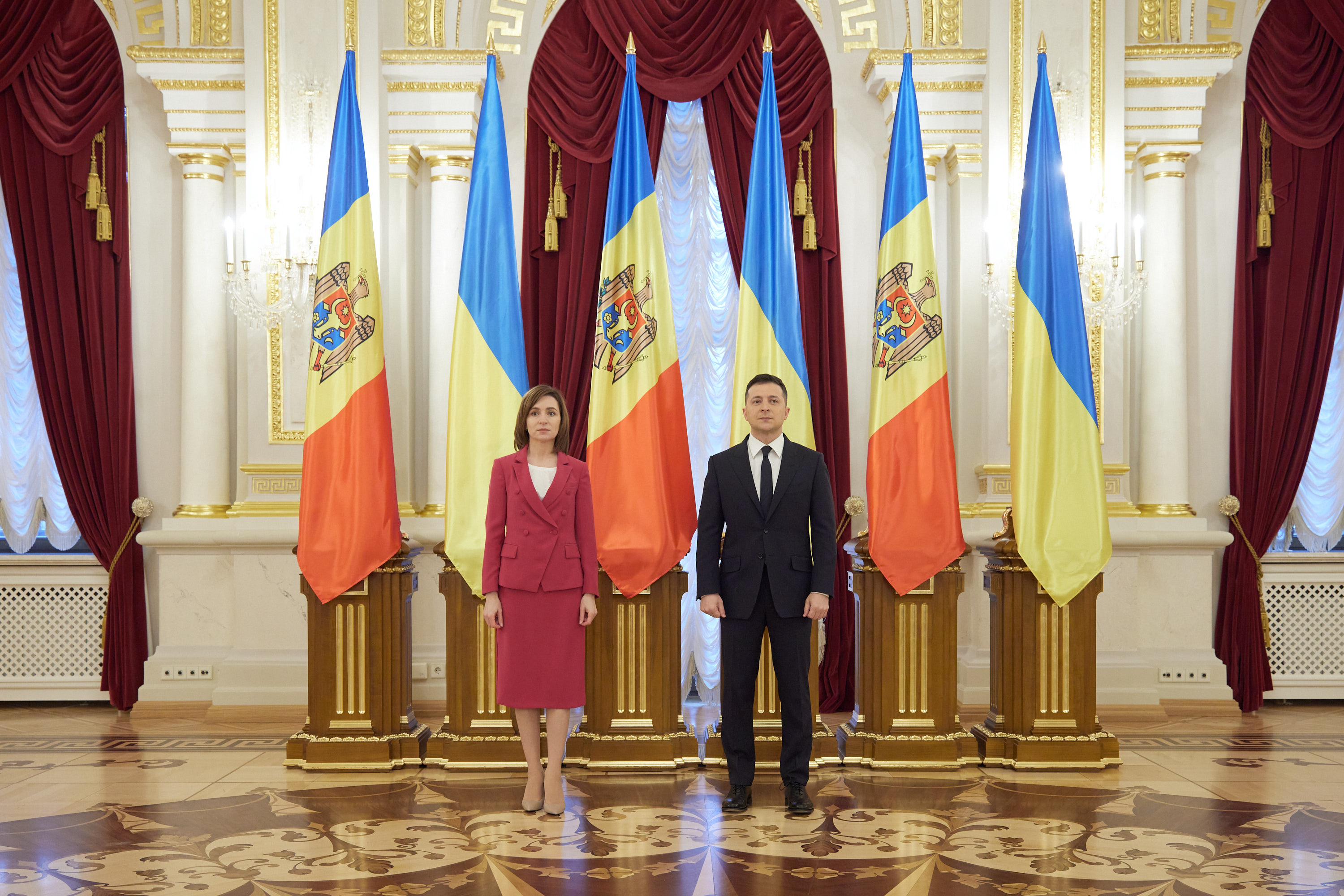
Майя Санду и президент Украины Владимир Зеленский. Киев, 12 января 2021

12 января 2021 года совершила свой первый зарубежный визит в качестве президента, посетив соседнюю Украину. В аэропорту «Борисполь» приветствовала почётный караул словами «Слава Украине». На переговорах с президентом Украины Владимиром Зеленским, премьер-министром Денисом Шмыгалем и председателем Верховной рады Дмитрием Разумковым обсуждались вопросы взаимодействия двух стран в сферах евроинтеграции, торговли, энергобезопасности; были достигнуты договорённости о строительстве новой дороги Кишинёв—Сороки—Ямполь—Киев с мостом через Днестр в обход Приднестровья с севера; дальнейшей реинтеграции Приднестровья в состав республики, совместного контроля на молдавско-украинской границе и борьбы с контрабандой; а так же о строительстве новых украинских ГЭС в рамках Днестровского каскада ГЭС (в перспективе решение о строительстве новых ГЭС может лишить Республику Молдова значительной части питьевой воды и обернуться экологической катастрофой для страны). В ходе визита почтила память погибших украинцев у Памятника Вечной Славы на могиле Неизвестного солдата и в Национальном музее Голодомора-геноцида.
17—19 января 2021 года Санду совершила визит в Брюссель. Провела переговоры с верховным представителем Европейского союза по иностранным делам и политике безопасности Жозепом Боррелем, на которых обсуждались вопросы возобновления политического диалога и начало тесного сотрудничества с европейскими партнёрами, обеспечение более быстрого доступа к вакцинам против COVID-19 для граждан Молдовы, а также ситуация в приднестровском регионе. Боррель подтвердил приверженность Европейского союза мирному, всеобъемлющему и устойчивому процессу урегулирования в рамках процесса «5+2» и подчеркнул свою неизменную поддержку суверенитета и территориальной целостности Республики Молдова в пределах международно-признанных границ. По итогам переговоров Санду подтвердила приверженность Молдовы «максимально эффективно продвигаться вперёд по нашей европейской повестке дня». Также провела переговоры: с главным прокурором Европейского союза Лаурой Кёвеши, на которой стороны обсуждали реформу системы юстиции в стране и перспективы сотрудничества с Европейской прокуратурой; с председателем Европейской комиссии Урсулой фон дер Ляйен, обсуждая «финансовую помощь для Республики Молдова в ближайшие годы, а также роль „Восточного партнёрства“ для нашего приближения к европейским ценностям и стандартам»; с королём Бельгии Филиппом, премьер-министром Бельгии Александром де Кро и председателем Европарламента Давидом Сассоли.
28 февраля 2021 года Кишинёв посетил Председатель Европейского Совета Шарль Мишель, визит состоялся в рамках его турне по трём странам Восточного партнёрства — Молдова, Украина, Грузия — подписавшими соглашения об ассоциации с ЕС. Резюмируя переговоры, Мишель отметил, что «приход госпожи Санду на пост президента открывает окно возможностей для более тесных отношений с Брюсселем. В республику уже поступил первый транш в 50 млн евро на борьбу с коронавирусом и его последствиями. Страна получит ещё столько же, если выполнит условия ЕС — будет и дальше привержена демократическим принципам. Госпожа президент, Европа на вашей стороне». В свою очередь Санду уверила, что «готова избавить страну от коррупции», однако ей «мешают некоторые депутаты. В надежде на досрочные выборы в парламент мы не собираем новый кабинет министров».
19 апреля 2021 года в ходе визита в Страсбург подписала План действий Совета Европы для Республики Молдова на 2021—2024 годы, предусматривающий помощь стране от Совета Европы в реформировании законодательства и государственных институтов с целью улучшения положения страны, соблюдения принципов демократии, прав человека и верховенства закона.
14 мая 2021 года свой первый визит в Кишинёв совершил президент Литвы Гитанас Науседа. В ходе встречи обсуждались возможности углубления двусторонних отношений, а также развития отношений между Молдовой и ЕС. После встречи с литовским президентом, Санду заявила, что Литва пожертвует Молдове 11 тыс. доз вакцин против COVID-19.
19-20 мая 2021 года предприняла рабочий визит в Германию, где встретилась с президентом Германии Франком-Вальтером Штайнмайером, а также побеседовала в формате телеконференции канцлером Германии Ангелой Меркель в ходе которой также говорили об этапе, на котором находятся переговоры о признании и конвертации водительских удостоверений для граждан Молдовы и Германии.
18-20 июня 2021 года провела рабочий визит в Рим в ходе которого встретилась с президентом Италии Серджо Маттареллой а также с министром труда и социальной политики Андреа Орландо вместе с которым подписала соглашение в области социального страхования.
21 июня 2021 года, по возвращении из Италии Санду совершила официальный визит в Польшу по приглашению своего польского коллеги. В Варшаве она встретилась с президентом Польши Анджеем Дудой, после чего состоялось пленарные обсуждения делегаций двух стран.
20 июля 2021 года в рамках рабочего визита в Батуми, Грузия, Санду провела несколько двусторонних встреч с председателем Европейского совета Мишелем, с президентом Украины Зеленским, а также с президентом Грузии Зурабишвили.
11 августа 2021 года провела встречу с заместителем главы администрации президента Российской Федерации Дмитрием Козаком, который посетил Кишинёв с рабочим визитом. В ходе встречи обсуждался и вопрос урегулирования приднестровского конфликта а также другие вопросы российско-молдавских отношений.

### Внутренняя политика

#### Назначение премьер-министра и парламентский кризис
За день до инаугурации, 23 декабря 2020 года, правительство страны в полном составе подало в отставку и стало исполнять обязанности до формирования нового кабинета министров. До 31 декабря 2020 года исполняющим обязанности премьера-министра был действующий премьер Ион Кику, ушедший с поста по собственному желанию. Вместе с Кику кабмин покинули вице-премьер-министр, министр финансов Сергей Пушкуца, министр экономики и инфраструктуры Анатолий Усатый и министр здравоохранения, труда и социальной защиты Виорика Думбрэвяну, добровольно отказавшиеся, как и Кику, исполнять свои обязанности до формирования нового кабинета министров (их обязанности стали исполнять госсекретари соответствующих министерств). Новым исполняющим обязанности премьера стал действующий министр иностранных дел и европейской интеграции Аурелий Чокой.
Самой крупной фракцией в парламенте (37 депутатов) являлась фракция Партии социалистов Республики Молдова (сторонников экс-президента Игоря Додона), в то время как во фракции сторонников президента партии «Действие и солидарность» всего 15 депутатов. Кандидатура премьера утверждается 2/3 голосов депутатов (всего 101), следовательно депутатам от любой из партий требуется создание коалиции для голосования по премьеру. Согласно молдавскому законодательству, если парламент дважды (максимальный срок рассмотрения и утверждения или отклонения кандидатуры составляет 45 дней) в течение 3 месяцев (до 24 марта 2021 года) отклонит кандидатуру на пост премьера, то президент вправе распустить парламент и назначить новые выборы. Депутат от партии «Действие и солидарность» Серджиу Литвиненко высказался о ещё одном способе роспуска Парламента: «если он в течение 3 месяцев (до 17 марта 2021 года) не примет ни одного закона».
В своих предвыборных обещаниях, Майя Санду декларировала необходимость определить «правовые методы роспуска законодательного органа страны», ссылаясь на факт смены политического вектора 18 депутатами парламента. За роспуск парламента X созыва выступали все политические формирования, включая экс-президента Игоря Додона, который неоднократно заявлял:
После президентских выборов у нас есть два возможных сценария. Первый сценарий — продолжается нынешнее или другое правительство, и второй — досрочные парламентские выборы. Значительная часть граждан Республики Молдавия, с которыми мы контактируем, выступает за роспуск парламента и проведение досрочных парламентских выборов в следующем году. Я тоже сторонник этого варианта".

Первые консультации со всеми фракциями и парламентскими группами Санду провела 28 декабря 2020 года. На пресс-конференции по итогам встречи она сообщила, что в ближайшие дни представит решение выхода из политического и экономического кризиса:
Ни одна политическая партия не заявила открыто о том, что готова в составе парламентского большинства взять ответственность за назначение нового правительства. Все формирования выступают за проведение досрочных парламентских выборов. Одни хотят, чтобы это произошло как можно скорее, другие считают, что выборы нужно провести позже. Но абсолютно все парламентские фракции согласны с тем, что этот парламент нужно распустить, и люди должны избрать новый законодательный орган, который будет их представлять.

Депутаты парламента от партии «Действие и солидарность» Михаил Попшой, Дан Перчун и Вирджилиу Пысларюк обратились в Конституционный суд Республики Молдова с запросом, в котором просили рассмотреть вопрос о том, «существует ли конституционный механизм законного самороспуска Парламента», однако некоторые депутаты, юристы и эксперты раскритиковали данное обращение, напомнив, что «обращение в Конституционный суд Республики Молдова не снимает с Санду обязанности выдвинуть премьера». Позднее, 18 января 2021 года, Конституционный суд Республики Молдова вынес решение о том, что Парламент не может быть самораспущен.
Свои кандидатуры на пост премьера предлагали экс-президент страны, лидер Партии коммунистов Республики Молдова Владимир Воронин и примар города Бельцы, лидер Нашей партии Ренато Усатый. На брифинге по итогам визита на Украину, Санду затронула и тему назначения премьера, заявив:

«ни Воронин, ни Усатый не подходят на роль премьер-министра. Нам нужно серьёзное правительство, созданное по итогам досрочных выборов».
27 января 2021 года Санду выдвинула кандидатуру на пост премьер-министра — экс-министра финансов (в бытность самой Санду главой правительства) и вице-председателя партии «Действие и солидарность» Наталью Гаврилицу. На брифинге после объявления кандидатуры сказала: «Это человек, которому я полностью доверяю», однако, подчеркнула, что страна нуждается в роспуске парламента и досрочных выборах, и у фракций, представленных в парламенте, есть возможность продемонстрировать, действительно ли они хотят досрочных выборов. Сама Гаврилица заявила: «Я буду использовать свои навыки и знания для улучшения жизни людей и процветания Молдовы. Я твёрдо верю, что граждане заслуживают справедливости и благополучия».
Депутаты партии «Действие и солидарность» неоднократно заявляли: «Фракция PAS не будет голосовать ни за какое правительство, предложенное в этом законодательном органе, потому что только так можно будет начать досрочные выборы, которых ждут люди»; с ними солидарны депутаты партии «Платформа Достоинство и правда», также заявившие, что не будут делегировать своих представителей в правительство и откажутся голосовать за кандидатуру Гаврилицы. Депутаты Партии социалистов Республики Молдова напротив, заявили, что «примут участие в парламентских слушаниях и дебатах над программой и составом нового правительства, чтобы показать народу качество и профессионализм нынешней/бывшей команды Майи Санду». Несмотря на заявления партии, её лидер, Игорь Додон во многих своих заявлениях декларировал необходимость роспуска парламента, проведения досрочных выборов в июне 2021 года и не исключил выдвижения своей кандидатуры на пост премьера после досрочных парламентских выборов.
29 января 2021 года Санду попросила депутатов парламента отклонить предложенную ей кандидатуру премьер-министра, чтобы ускорить процесс его роспуска и проведения досрочных выборов, заметив: «что конституция не запрещает главе государства предлагать депутатам одну и ту же персону на протяжении всего срока голосования».

11 февраля 2021 года в ходе голосования за кандидатуру Гаврилицы не проголосовал ни один из 101 депутата, отчасти выполнив требование самой Гаврилицы: 
«Я представляю состав и программу правительства, которое способно за несколько лет преобразовать страну. Но эта программа должна быть утверждена не парламентом, а народом. И не сейчас, а после досрочных выборов. Поэтому, я пришла в парламент не для того, чтобы просить вотум доверия, а для того, чтобы сделать шаг к досрочным выборам».
В момент голосования за кандидатуру Гаврилицы в парламенте было сформировано «ситуационное парламентское большинство» из 54 депутатов от ПСРМ, партии «Шор», группы Pentru Moldova, независимого депутата Александра Олейника и других, изменившее свою позицию по отношению к досрочным выборам, предложив на пост премьера экс-министра финансов Мариану Дурлештяну. В адрес Санду было направлено письмо за подписью этих 54 депутатов, в котором они выступили в поддержку кандидатуры Дурлештяну. В случае отказа поддержать выбранную ими кандидатуру на пост премьера, депутаты высказали мнение о возможности запуска процедуры импичмента (что и подтвердил своим решением Конституционный суд Республики Молдова 23 февраля), однако президент отказалась рассмотреть данное обращение депутатов. «В этом письме мы обнаружили подписи сомнительных лиц, в отношении которых есть подозрения, что они выражали своё мнение несвободно. Среди них есть персоны, вовлечённые в кражу миллиарда из банков страны, депутаты, которые множество раз меняли партийную принадлежность, подозреваемые в коррупции и внешнем давлении», — пояснила Санду.
В этот же день, через несколько часов после голосования, Санду повторно внесла кандидатуру Гаврилицы на пост премьер-министра.
Указ Санду о повторном выдвижении Гаврилицы был оспорен в Конституционном суде Республики Молдова депутатами от ПСРМ — Василием Болей, Григорием Новаком и Александром Суходольским — в результате, Конституционный суд Республики Молдова 16 февраля отказался приостановить указ и отклонил ходатайство депутатов о рассмотрении вопроса об обязанности президента выдвинуть кандидатуру премьер-министра, предложенную парламентской коалицией, а 23 февраля признал указ неконституционным. Также Конституционный суд Республики Молдова признал необоснованным требование авторов обращения дать оценку отказу Санду выдвинуть кандидатом в премьеры Дурлештяну, однако постановил, что «президент страны не может заменять парламентские фракции. Президент должен выдвинуть кандидатуру премьер-министра, который пользуется поддержкой парламентского большинства».
26 февраля Санду заявила, что больше не будет выдвигать кандидатуру на должность премьера, а Конституционный суд Республики Молдова запретил перестановки в кабинете министров, разрешая назначения на должности только руководителей второго и третьего уровней — государственных секретарей министерств и руководителей департаментов и агентств.
13 марта 2021 года Мариана Дурлештяну отказалась быть кандидатом на пост премьера, сославшись на то, что «не может допустить, чтобы моё имя и репутация использовались для сведения счётов между политическими кланами, я приняла это выдвижение только из желания помочь преодолеть кризисы и продвинуть страну вперёд».
Проведя новые консультации с парламентским фракциями (на которых пять из шести партий выступили за формирование нового кабинета министров, а партия «Действие и солидарность» настаивала на роспуске парламента и проведении досрочных выборов) и выполняя определение Конституционного суда Республики Молдова о недопустимости повторного выдвижения Гаврилицы, 16 марта Санду выдвинула новую кандидатуру в премьеры — им стал Игорь Гросу, депутат парламента и председатель партии «Действие и солидарность». «Я приняла к сведению отказ Марианны Дурлештяну стать кандидатом в премьеры, поэтому я приняла решение выдвинуть кандидатом в премьеры Игоря Гросу и попросила приготовить правительственную программу и сформировать команду», — заявила Санду. ПСРМ оспорила это решение в Конституционном суде Республики Молдова, однако суд признал соответствующим конституции страны выдвижение Гросу. В ответ на выдвижение Гросу, новое «ситуационное большинство» Парламента выдвинуло свою кандидатуру — им стал экс-депутат парламента и действующий посол страны в России Владимир Головатюк, давший согласие на своё выдвижение, однако, Санду отказалась обсуждать его кандидатуру.
25 марта 2021 года Парламент республики не смог проголосовать по кандидатуре Игоря Гросу из-за отсутствия необходимого кворума, так как «ситуационное большинство» бойкотировало заседание. В сложившейся ситуации Санду, согласно конституции страны, обратилась в Конституционный суд Республики Молдова за разрешением о роспуске парламента, дважды не утвердившего кандидатуру премьера, и как следствие, подтвердить своё право инициировать досрочные парламентские выборы. 1 апреля 2021 года Правительство Республики Молдова ввело в стране режим чрезвычайного положения на срок 60 дней — с 1 апреля по 30 мая, заблокировав тем самым возможность подписать указ о роспуске парламента. 15 апреля 2021 года Конституционный суд Республики Молдова голосами тремя судей из пяти, включая председателя Домнику Маноле, признал, что Санду может распустить парламент и должна будет определиться с датой проведения досрочных выборов.
В ответ на действия Конституционного суда Республики Молдова, депутаты от ПСРМ потребовали отставки президента Майи Санду, отзыва председателя суда Маноле, лишения мандатов судей Любы Шовы и Николая Рошки и не признали решение Конституционного суда Республики Молдова о роспуске Парламента. Депутаты парламента аннулировали указ о назначении Домники Маноле судьёй Конституционного суда Республики Молдова и назначили судьёй Бориса Лупашку. В ответ суд приостановил оба решения парламентского большинства. 54 депутата партий ПСРМ, «Шор» и парламентской платформы «За Молдову» приняли Декларацию об узурпации власти тремя судьями Конституционного суда Республики Молдова. В ответ Санду созвала срочное заседание Высшего совета безопасности, по итогам которого заявила, что «то, что случилось в парламенте, — это беспрецедентная атака на конституционный строй», а также обвинила парламент в узурпации власти и обратилась за помощью к силовым структурам.
Многие иностранные политические деятели выступили с заявлениями о ситуации в стране: Председатель Европейского совета Шарль Мишель назвал решение депутатов Молдовы об отзыве Домники Маноле с поста судьи Конституционного суда Республики Молдова «явным нападением на независимость инстанции»; председатель Европейской комиссии Урсула фон дер Ляйен призвала молдавских политиков «найти решение разногласий в рамках Конституции»; Верховный представитель ЕС по иностранным делам Жозеп Боррель назвал решение депутатов Молдовы «грубой атакой на конституционный строй страны и попыткой подорвать верховенство закона»; Глава Венецианской комиссии Джанни Букиккио призвал молдавские госинституты «проявить сдержанность и начать диалог, чтобы не допустить эскалацию этой вызывающей обеспокоенность ситуации и обеспечить соблюдение положений Конституции»; посольства Нидерландов и Румынии в стране призвали «соблюдать и не нарушать Конституцию».
27 апреля 2021 года Конституционный суд Республики Молдова признал незаконным отзыв мандата судьи у Домники Маноле и назначение судьёй Бориса Лупашку.
28 апреля Конституционный суд признал неконституционным введение режима чрезвычайного положения, тем самым открывая возможность президенту распустить парламент. Указ о роспуске был подписан в этот же день, а досрочные парламентские выборы были назначены на 11 июля 2021 года.

#### Высший совет безопасности
В середине января 2021 года Санду заявила, что Высший совет безопасности Республики Молдова будет реорганизован. 21 января 2021 года секретарём Высшего совета безопасности и по совместительству советником Санду в области обороны и национальной безопасности была назначена правозащитник Анна Ревенко. Предшественник Ревенко на этих постах — министр обороны Виктор Гайчук — остался членом Совбеза.
25 января 2021 года Санду подписала указ о составе обновлённого Высшего совета безопасности, в который вошли:
- Майя Санду — Президент Республики Молдова, Верховный главнокомандующий Вооружёнными силами
- Анна Ревенко — Секретарь Высшего совета, советник Президента Республики Молдова в области обороны и национальной безопасности
- Зинаида Гречаный — председатель Парламента
- Аурелий Чокой — исполняющий обязанности премьер-министра
- Виктор Гайчук — исполняющий обязанности министра обороны
- Павел Войку — исполняющий обязанности министра внутренних дел
- Александр Есауленко — директор Службы информации и безопасности
- Александр Стояногло — генеральный прокурор
- Октавиан Армашу — председатель Национального банка
- Владимир Мунтяну — заместитель председателя Национального банка
- Андрей Спыну — Генеральный секретарь Аппарата президента
- Олеся Стамате — советник Президента в области правосудия
- Вячеслав Негруца — советник Президента в области экономики
- Алла Немеренко — советник Президента в области здравоохранения
- Игорь Гросу — депутат Парламента
- Кирилл Моцпан — депутат Парламента
- Серджиу Литвиненко — депутат Парламента
- Александр Жиздан — депутат Парламента
- Сергей Гайбу — экономический эксперт Общественного объединения «Центр Аналитическая независимая эксперт-группа»
- Татьяна Редукану — судья в отставке, председатель Совета Общественного объединения «Центр юридических ресурсов»
- Владислав Кульминский — эксперт по вопросам внутренней политики и безопасности, президент Института Стратегические инициативы

В состав обновлённого Совбеза не вошли ранее входившие министр юстиции Фадей Нагачевский, башкан Гагаузии Ирина Влах и директор Национального центра по борьбе с коррупцией Руслан Флоча. Нагачевский, комментируя данную ситуацию, сказал: «Я рад, что оказался неудобен».
Уже через день 26 января 2021 года президент открыла первое заседание обновлённого Высшего совета безопасности словами:

Молдова — самая коррумпированная страна в регионе. Нигде не украли 12 % ВВП. Нигде больше нет такого отмывания денег, которое в несколько раз больше нашего ВВП.
Состав и структура обновлённого Высшего совета безопасности подверглись критике со стороны политических деятелей: так экс-министр юстиции Станислав Павловский заявил, что «У нового состава ВСБ мало шансов обеспечить государственную безопасность Молдовы, и если президент Майя Санду действительно хочет, чтобы этот совет работал, то Высший совет безопасности должен состоять из глав государственных учреждений, отвечающих за разработку государственной политики в наиболее важных сферах деятельности, связанных с обеспечением государственной безопасности»; экс-президент и лидер ПСРМ Игорь Додон упрекнул Санду за «решение назначить в Высший Совет Безопасности Республики Молдова партийных представителей своей политической партии, не имеющих отношения к государственным исполнительным структурам», а также напомнил, что «порочная практика назначения партийных функционеров имела место в годы правления альянсов за европейскую интеграцию и Демократической партии». С экс-президентом был солидарен и его политический противник — экс-премьер-министр и лидер «Демократической партии» Павел Филип:

Мы видим в составе ВСБ ряд депутатов. Я не хочу много говорить, но не думаю, что можно что-то изменить, используя старые инструменты. Мы наблюдаем двойные стандарты. Если бы Додон сделал это, например, он включил бы членов партии или своих советников в ВСБ, я думаю, было бы много критики. Мы должны различать государственную безопасность и политику. Но это решение президента.

#### Отношение с генеральной прокуратурой
Сразу после победы на президентских выборах, 30 ноября 2020 года, Санду сообщила о намерении провести встречу с генеральным прокурором Александром Стояногло после инаугурации. В этот же день, в ходе пресс-конференции, она заявила: 
«К сожалению, по прошествии года я могу мало хорошего сказать о работе генерального прокурора. Я хочу поговорить с ним сразу после инаугурации президента. Как я вижу, не хватает производительности. У нас будет очень серьёзный разговор в Высшем совете безопасности».
26 декабря 2020 года состоялась встреча между новоизбранным президентом и генеральным прокурором. Санду запросила у Стояногло информацию о расследовании резонансных дел (кража миллиарда, ландромат и др.), и с какими препятствиями сталкиваются прокуроры для их завершения. По завершении встречи, на своей странице в Facebook, президент отметила:
Люди ждут справедливого разрешения этих дел; граждане требуют, чтобы причастных к коррумпированным схемам наказали, а деньги вернули государству. Люди оправданно хотят видеть реальные результаты работы прокуратуры. Для этого судьи и прокуроры должны быть честными и хорошими профессионалами. Неподкупность судей и прокуроров — гарантия их независимости.

5 января 2021 года генеральный прокурор выступил с заявлением, где сообщил о давлении на прокуратуру: «Мы обращаем внимание на все более настойчивые и жёсткие попытки некоторых политических игроков подорвать институциональную и индивидуальную независимость прокуроров, доверие общественности к судебной власти. По словам генпрокурора Александра Стояногло, политики и их сторонники берут на себя роль судей деятельности прокуроров и ежедневно „бросают грязь в прокуратуру“, подрывая доверие к принятым ведомством решениям. Как подчеркнул глава Генпрокуратуры, он хочет, чтобы это обращение не воспринималось как конфронтация с новоизбранным президентом: „напротив, прокуратура готова поддержать и внести свой вклад в реализацию всех выдвинутых новым президентом инициатив, направленных на борьбу с коррупцией, преступностью, а также на реформирование сектора юстиции, но это должно происходить в пределах, установленных Конституцией“, — добавил генпрокурор.
Генпрокуратура передала своё обращение в Венецианскую комиссию, Международную ассоциацию прокуроров, Консультативный совет европейских прокуроров Совета Европы, сеть генеральных прокуроров и руководителей эквивалентных учреждений в высших судебных инстанциях государств — членов Европейского союза (NADAL), Европейский парламент и весь дипломатический корпус, аккредитованный в Молдове, чтобы подчеркнуть политическое давление и запугивание, исходящие от политики, посредством которой пытаются подорвать независимость прокуроров в интересах политического фактора.
Выступление Стояногло раскритиковал депутат Парламента из партии „Действие и солидарность“ Серджиу Литвиненко, уточнив в чём заключается давление на генпрокуратуру: „сегодня утром я смотрел брифинг из Генпрокуратуры, в котором было много слов, но на самом деле ничего не было сказано. Чьё давление? В чём проявляется это давление?“.
Экс-президент страны, председатель ПСРМ Игорь Додон в эфире одного из телеканалов прокомментировал давление, оказываемое на Генеральную прокуратуру и её руководителя Александра Стояногло с целью его отставки, а также напомнил и о предыдущих попытках давления: „Нынешний Президент хочет иметь ручного прокурора. Нам повезло с генпрокурором и его нужно поддерживать. Стояногло не будет поддаваться на политические дела. Я хорошо помню эти времена, когда давали поручения: срочно нужно этого арестовать. Это было в моём кабинете. Я говорю: Майя Григорьевна, нельзя так! Вы же проевропейцы! Где, в какой стране премьер-министр, кулаком по столу, надо того арестовать. Это неправильно! Кстати, из-за этого у нас и конфликт случился в ноябре 2019 года. Она хотела назначить себе ручного прокурора. Стояногло — не ручной прокурор!“.
В защиту Стояногло говорит и бывший прокурор Кишинёва Иван Дьяков: „Нападкам президента Санду на генерального прокурора Александра Стояногло рады олигархи Влад Плахотнюк и Илан Шор. В стране, считающей себя правовой, прокурор не должен быть принуждённым давать отчёты“.
В ходе новой встречи между президентом и генпрокурором, прошедшей 15 марта 2021 года, Санду отметила, что администрация президента готова помочь прокуратуре и привлечь иностранные ресурсы для расследования резонансных дел о коррупции и краже миллиарда. По словам президента, профильные европейские структуры могут помочь молдавским правоохранителям вернуть украденные активы: „эти структуры выразили готовность помочь нашей стране, если от прокуратуры будет такой запрос. Я и дальше буду убеждать наших международных партнёров помогать нам в расследовании финансовых преступлений и возвращении денег“, — подчеркнула Санду.
Позднее, в апреле 2021 года, Стояногло был лишён государственной охраны указом президента Санду, ввиду того, что „нет никаких рисков, которые могут поставить под угрозу его безопасность“.

#### Пандемия коронавируса
Первый случай заболевания в стране новым вирусом SARS-CoV-2 был зарегистрирован 7 марта 2020 года — женщина, вернувшаяся из Италии, получила положительный результат на новый коронавирус. Первый случай смерти был зарегистрирован 18 марта 2020 года. 17 марта 2020 года парламент объявил чрезвычайное положение на всей территории Республики Молдова на период 60 дней (17 марта — 15 мая 2020 года).
К моменту вступления в должность президента число заболевших в стране было 139 435, выздоровевших 123 924, а число умерших 2848.
28 февраля 2021 года Республика Молдова получила 21 600 доз британско-шведской вакцины „AstraZeneca“ из Румынии — транш гуманитарной помощи, состоящий из 200 000 доз вакцин против COVID-19, обещанных президентом Румынии во время своего визита в Молдову. 4 марта Молдова получила первые 14 400 доз в рамках программы „COVAX“. 2 марта 2021 года в стране началась бесплатная вакцинация населения в государственных и частных клиниках. Российская вакцина „Спутник V“, зарегистрирована в республике 26 февраля 2021 года, в страну поступила 24 апреля; также в Молдове зарегистрирована американо-германская вакцина Pfizer/BioNTech.

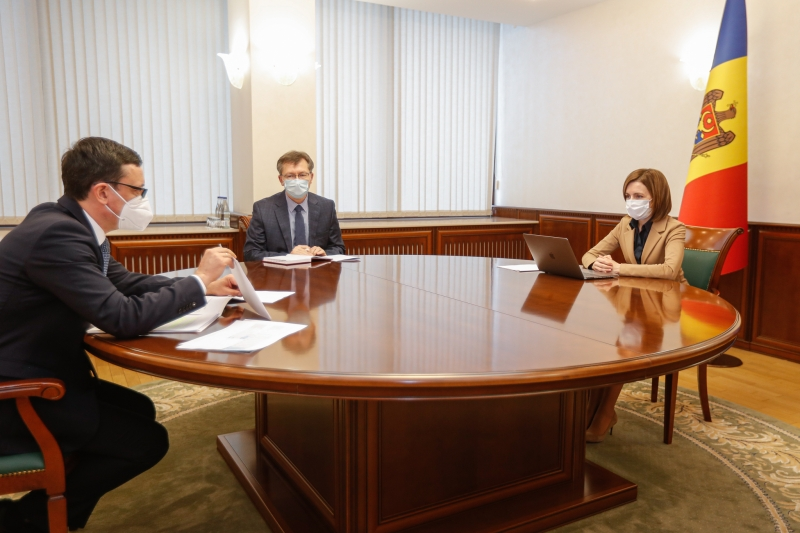
Санду с главой Национального банка Молдовы Октавианом Армашу, март 2021

13 марта 2021 года Высший совет безопасности Республики Молдова рекомендовал объявить сроком на две недели чрезвычайное положение в связи с пандемией коронавируса: „В течение трёх дней правительство должно обратиться к парламенту по этому поводу, а также представить ограничительные меры на период чрезвычайного положения и категории граждан, для которых вводятся ограничения“, — заявила Санду.
13 марта 2021 года временно исполняющий обязанности премьер-министра Аурелий Чокой попросил помощи у ОАЭ в борьбе с пандемией. Вскоре после этого министр иностранных дел ОАЭ Абдалла ибн Заид Аль Нахайян объявил, что Объединённые Арабские Эмираты пожертвовали Молдове 2000 единиц вакцины „Sinopharm“, китайского производства.
23 марта 2021 года Министерство здравоохранения, труда и социальной защиты Республики Молдова начало расследование обстоятельств смерти мужчины, который умер на второй день после того, как привился от коронавируса вакциной „AstraZeneca“. По сообщению эпидемиолога Национального агентства общественного здоровья Лаура Цуркан:

„Мужчина скончался в Хынчештском районе. В течение суток после прививки у него не проявлялось никаких побочных эффектов. Через сутки после вакцинации у него поднялось давление, был диагностирован острый коронарный синдром, во время транспортировки в больницу его состояние ухудшилось, у пациента остановилось сердце, реанимировать его не смогли. По данным предварительной экспертизы, причиной смерти стала сердечно-сосудистая недостаточность. Обстоятельства смерти уточняются прокуратурой“.
В конце марта 2021 года через посла России в Республике Молдова Олега Васнецова передала письмо президенту Владимиру Путину, в котором попросила оказать содействие в борьбе с коронавирусом, и направить в страну российскую вакцину „Спутник V“ по линии гуманитарной помощи или как прямую закупку в любом количестве, которое Россия может себе позволить. Политический противник Санду — экс-президент Республики Молдова Игорь Додон — в ходе визита в Москву сообщил, что Россия приняла решение предоставить Молдове вакцину „Спутник V“ против коронавируса и по гуманитарной, и по коммерческой линии. Договорённость о поставке „Спутника V“ социалисты и их лидер считают своей победой, к которой их оппонент — президент Майя Санду — не имеет отношения.
В конце марта 2021 года Санду раскритиковала конкурс Министерства здравоохранения Республики Молдова на закупку вакцины от COVID-19. В эфире частного телеканала она выступала с обвинениями в адрес региональных властей, представляющих Партию социалистов Республики Молдова, в саботаже кампании по вакцинированию медработников против COVID-19. В свою очередь медработники районных больниц Комрата и Чадыр-Лунги в полном составе отказались вакцинироваться препаратом „AstraZeneca“, а медработники из Бельц проявляют низкую активность к вакцинации.
В конце марта и середине апреля 2021 года Румыния передала Республике Молдова 50,4 и 132 тыс. доз вакцины „AstraZeneca“ соответственно.
1 апреля 2021 года правительство ввело в стране режим чрезвычайного положения на срок 60 дней — с 1 апреля по 30 мая; 28 апреля Конституционный суд Республики Молдова аннулировал постановление парламента о введении в республике режима чрезвычайного положения .
24 апреля 2021 года Россия передала Молдове первую партию вакцин „Спутник V“ — 71 тыс. доз, из которых почти половину (31 тыс.) отправили в Приднестровье. 30 апреля 2021 в Республику Молдова доставили вторую партию вакцин „Спутник V“ — 71 тыс. доз. Ранее Россия уже передавала Молдове тест-системы для определения коронавируса.
27 апреля 2021 года Китай передал Молдове 250 тыс. доз вакцины: заявленные 150 тыс. доз препарата Sinopharm и ещё 100 тыс. доз вакцины „CoronaVac“, запрос на которую ранее отправила Председатель парламента республики Зинаида Гречаный.

### Отношения с Россией
Со слов Санду „Молдова, несмотря на европейский курс развития и интеграции, при этом хочет хороших, конструктивных отношений с Россией. И мы считаем, что это можно сделать без проблем. Мы над этим будем работать“. В то же время выступает за полный вывод российских войск с территории страны и заменой миротворцев аналогичной, но гражданской миссией ОБСЕ, а Крым называет оккупированной частью Украины.
Повестка отношений между странами, по словам президента Республики Молдова, включает множество тем, таких как „пенсионное и социальное обеспечение молдавских граждан, которые работали и работают в России; вопросы экспорта сельскохозяйственной продукции наших производителей в Россию; вывоз или уничтожение боеприпасов и вывод российских войск с территории страны; заключение нового базового политического договора между странами или продление старого, подписанного в 2001 на 10 лет и продлённого ещё на 10 лет“.
15 января 2021 года, в ходе встречи с дипломатическим корпусом республики, высказалась о перспективах отношений с Россией:

Мы рассчитываем выстроить хорошие отношения с Россией. Мы должны продолжить переговоры по приднестровскому урегулированию, а также выполнению Россией обязательств по выводу войск с нашей территории. У Кишинёва обширные отношения с Москвой, однако есть ряд областей, в которых интересы стран отличаются.
При этом Санду отказалась присоединяться к санкциям ЕС против России по делу оппозиционера Алексея Навального и комментировать данную ситуацию. В интервью радиостанции „Свободная Европа“ заявила, что „Молдова должна в первую очередь заняться собственными демократическими процессами“, оговорившись, что „молчание Кишинёва не исключает чувства солидарности“.
26 февраля 2021 года Агентство по лекарствам Республики Молдова зарегистрировало российскую вакцину „Спутник V“ от коронавируса.
20 марта Майя Санду в ходе онлайн-дискуссии с представителями молдавской диаспоры в Германии заявила, что ведёт переговоры с посольством России в Кишинёве относительно поставки вакцины „Спутник V“:

Мы считаем, что возможность выбора из нескольких типов вакцин — это хорошо. Обсуждается вопрос о поставках вакцины в апреле. Обсуждение ведётся со всеми партнёрами, включая посольство России. С нашей стороны нет никаких препятствий. Речь идёт о человеческих жизнях. Чем скорее мы начнем вакцинацию, тем больше жизней спасём».

В конце марта 2021 года на встрече с послом России в Республике Молдова Олегом Васнецовым заявила, что не отказывается от диалога с Россией, а также передала письмо президенту Владимиру Путину, в котором попросила оказать содействие в борьбе с коронавирусом и направить в страну российскую вакцину «Спутник V» по линии гуманитарной помощи или как прямую закупку в любом количестве, которое Россия может себе позволить.
В подтверждение слов Санду о сохранении и перспективах развития российско-молдавских отношений исполняющий обязанности премьер-министра Республики Молдова Аурелий Чокой заявил на встрече глав правительств стран ЕАЭС, что Республика Молдова использует статус наблюдателя в ЕАЭС для развития взаимовыгодных торгово-экономических отношений со всеми странами-членами ЕАЭС, включая Россию.

### Отношения с Приднестровьем
В мае 2020 года в интервью украинскому журналисту Дмитрию Гордону заявила:

Решение приднестровского конфликта должно осуществляться по примеру Донбасса. Мы очень надеемся на поддержку официального Киева, потому что по-другому решить ситуацию в Приднестровье мы не сможем.

Ещё до начала своего президентского срока заявляла, что «мягкий подход» в переговорах об урегулировании приднестровского конфликта, выработанный своим предшественником на посту президента Молдовы Игорем Додоном, «не был эффективным, а статус Приднестровья после выполнения плана реинтеграции ещё не найден». Выступала против предложенной на тот момент президентом Игорем Додоном федерализации Республики Молдова. По её словам, «формат урегулирования конфликта должен включать полный вывод российских войск с территории страны».
Некоторые эксперты выразили негативное отношение к возможным действиям Санду в Приднестровье. Так, политолог и член Совета гражданского общества при президенте Молдовы Борис Шаповалов высказался таким образом о реализации предложений Санду: «Уход российских миротворцев из Приднестровья приведёт к гражданской войне».
По мнению Додона, слова Санду о выводе миротворческого контингента — «серьёзная ошибка избранного президента. Я уверен, что антироссийская политика пагубно скажется на Молдавии, а также на том политике, который будет её проводить. Мы выведем людей на улицы, чтобы сохранить мир и спокойствие в стране и не допустить обострения ситуации с Приднестровьем, а также в отношениях с Россией».
14 января 2021 года на встрече с главой миссии ОБСЕ в Молдове Клаусом Нойкирхом и 26 января 2021 года на встрече с спецпредставителем ОБСЕ по приднестровскому урегулированию Томасом Майер-Хартингом, обсуждая переговорный процесс по урегулированию приднестровского конфликта, заявила о своей приверженности формату «5+2» (Приднестровье, Молдова, ОБСЕ, Россия и Украина, США и ЕС):

«Кишинёв привержен принципам исключительно мирного, политико-дипломатического урегулирования конфликта, и любые спекуляции на тему агрессивных намерений — не более чем провокации и намеренная дезинформация. Предпосылок для конфликта нет — между людьми на двух берегах нет ни вражды, ни взаимонепонимания».
28 января 2021 года Томас Майер-Хартинг, а также сопровождавшие его глава миссии ОБСЕ в Республике Молдова Клаус Нойкирх и посол Швеции в Молдове Анна Либерг посетили Тирасполь, где встретились с руководством непризнанной Приднестровской Молдавской Республики — президентом Вадимом Красносельским и министром иностранных дел Виталием Игнатьевым. Стороны выразили приверженность ранее достигнутым договорённостям, с акцентом на ходе их реализации в рамках пакета «Берлин+», и обсудили текущие проблемы: задержка грузов приднестровских предприятий на молдавской границе, проблемы банковской сферы и телекоммуникаций, механизм выдачи нейтральных номеров и отказ Кишинёва от исполнения ранее подписанных соглашений. Вадим Красносельский констатировал следующее: «В 2020 не удалось добиться особых успехов в переговорах из-за пандемии, из-за развития событий на политической сцене Молдовы и отсутствия постоянного правительства», а также акцентировал внимание представителей ОБСЕ на проблеме «нежелания Кишинёва идти на контакт», и попросил ОБСЕ «подтолкнуть новые молдавские власти к диалогу».

## Критика
Будучи министром образования, Майя Санду обвинялась в расходах на установку видеокамер в местах сдачи БАК (экзамен): потратили на 138 000 леев больше, чем фактическая стоимость работ. Речь о сумме меньше 10 000 $. Санду объясняла тогда, что подрядчик завысил итоговую смету, а директора школ не проверили её на соответствие действительности. По этому поводу было возбуждено уголовное дело, но затем закрыто. Компания, проводившая работы, вернула в госбюджет всю сумму. Несколько лет спустя молдавский прокурор Иван Дьяков в своём обращении к Майе Санду заявил: «Вы трижды откладывали закупку до тех пор, пока не выиграл тот, кому следовало выиграть».
Некоторые молдавские СМИ также сообщали, что Майя Санду и Андрей Нэстасе в мае 2017 года совершили поездку в Брюссель на конференцию по правам человека и политической ситуации в Республике Молдова, оплаченную некоммерческим фондом «Открытый диалог», который обвинялся в нелегальном финансировании, а также в подконтрольности российским спецслужбам. По этому поводу была создана следственная комиссия с участием депутатов парламентского большинства. По итогу расследования, 16 ноября 2018 года парламентское большинство во главе с фактическим председателем Демократической партии Молдовы, олигархом Владимиром Плахотнюком одобрило итоговый отчёт следственной комиссии по расследованию «обстоятельств вмешательства фонда „Открытый диалог“ во внутреннюю политику Молдовы». В созданную парламентом следственную комиссию кроме членов большинства входили и представители Партии социалистов Республики Молдова сотрудничающей с властью. Президент фонда «Открытый диалог» Козловская считает, что правящая [Демократическая] партия Молдовы пытается дискредитировать её организацию, потому что она поддерживает принятие «закона Магнитского» и включение в санкционный список Европейского союза её председателя, Владимира Плахотнюка.
19 сентября 2018 года, отвечая на вопрос ведущей телеканала TVC21 «Кто для вас Ион Антонеску?», Майя Санду сказала, что «это историческая личность, о которой можно сказать и хорошее, и плохое». 28 сентября «Еврейская община Республики Молдова» опубликовала обращение, в котором говорилось о недопустимости высказывания Майи Санду о военном преступнике Антонеску, который виновен в организации массовых убийств евреев и цыган. В комментарии изданию NewsMaker Санду выразила сожаление, что её слова «о диктаторе Ионе Антонеску стали объектом интерпретаций»: «Моё отношение к любым преступным режимам XX века, будь то нацистский или коммунистический, на совести которых миллионы жизней, общеизвестно и однозначно отрицательно. Ион Антонеску был военным преступником, по праву осуждённым международным сообществом за военные преступления против евреев и ромов».
В мае 2020 года некоторые молдавские СМИ заявили, что Майя Санду якобы намерена обратиться к Международному альянсу за свободу вероисповедания (IRFA) с просьбой вмешаться в ситуацию в Молдове для снижения роли РПЦ в регионе.
Весной 2020 года с критикой в адрес Майи Санду выступил её бывший политический союзник Андрей Нэстасе. Критика была вызвана нежеланием Санду поддержать кандидатуру Нэстасе на выборах президента Республики Молдова 2020 года. Летом 2020 года Нэстасе также негативно отреагировал на неоднозначную позицию Санду по вынесению вотума недоверия премьер-министру Иону Кику. После того, как Майя Санду, будучи премьер-министром, отозвала законопроект, который обязал бы молдавские супермаркеты на 50 % заполнять свои полки продукцией молдавского производства, который лоббировала Партия «Платформа Достоинство и правда», депутат от этой платформы Александр Слусарь выступил с публичной критикой в её адрес. В ответ Майя Санду сообщила, что отозвала этот законопроект, так как некоторые из его положений противоречили международным правилам.

## Награды
Республика Молдова
- Орден «Трудовая слава» (23 июля 2014) — в знак высокой признательности за вклад в проведение реформ, основанных на европейских ценностях и стандартах, за особые заслуги в обеспечении ведения переговоров, подписания и ратификации Соглашения об ассоциации между Республикой Молдова и Европейским Союзом, оказание содействия в либерализации визового режима в государствах — членах ЕС и в Шенгенской зоне и активное участие в повышении престижа страны на международной арене[265]

иностранные
- Орден князя Ярослава Мудрого I степени (23 августа 2021, Украина) — за выдающийся личный вклад в укрепление украинско-молдавского межгосударственного сотрудничества, поддержку независимости и территориальной целостности Украины[266]
- Орден Витаутаса Великого с золотой цепью (5 июля 2022, Литва)[267]
- Кавалер Большого креста ордена Почётного легиона (7 марта 2024, Франция)[268]